# Рошаль (місто)
Роша́ль (рос. Рошаль), у 1916—1918 Хрестів Брід (рос. Крестов Брод) — місто в Московській області Росії, на річці Воймега за 145 км на схід від Москви. До 23 червня 2020 мав статус міста обласного підпорядкування. З того часу був підпорядкований місту обласного підпорядкування Московської області Шатура.
Населення — 21,1 тисяча осіб (2009).

## Історія
Виникло в 1916 як призаводське селище Хрестів Брід. У 1918 перейменований на честь С. Г. Рошаля, учасника Жовтневої революції. Має статус міста з 1940.

## Економіка
Довгий час містоутворюючим підприємством був Рошальський хімічний комбінат ім. А. А. Косякова. Нині комбінат закритий і більшою частиною зруйнований, але на його базі створено невеликі підприємства.
У місті розташована залізнична станція Рошаль і локомотивне депо. Пасажирського сполучення на залізниці немає з 1996 року. Найближча станція з пасажирським сполученням — Черусті, розташована за 17 км від міста.